# Massignac
Massignac (okzitanisch: Massinhac) ist eine französische Gemeinde mit 368 Einwohnern (Stand: 1. Januar 2022) im Département Charente in der Region Nouvelle-Aquitaine (vor 2016: Poitou-Charentes); sie gehört zum Arrondissement Confolens und zum Kanton Charente-Bonnieure.

## Geografie
Massignac befindet sich etwa 41 Kilometer ostnordöstlich von Angoulême an der Moulde. Umgeben wird Massignac von den Nachbargemeinden Lésignac-Durand im Norden, Pressignac im Nordosten, Verneuil im Osten, Les Salles-Lavauguyon im Südosten, Sauvagnas im Süden, Le Lindois im Südwesten sowie Mouzon im Westen und Nordwesten.

## Bevölkerungsentwicklung
| Jahr                       | 1962 | 1968 | 1975 | 1982 | 1990 | 1999 | 2006 | 2019 |
| Einwohner                  | 780  | 745  | 620  | 515  | 451  | 401  | 410  | 391  |
| Quellen: Cassini und INSEE |      |      |      |      |      |      |      |      |

## Sehenswürdigkeiten
- Dolmen von Thauzac, Monument historique seit 1929
- neogotische Kirche St. Paul
- Schloss Les Étangs

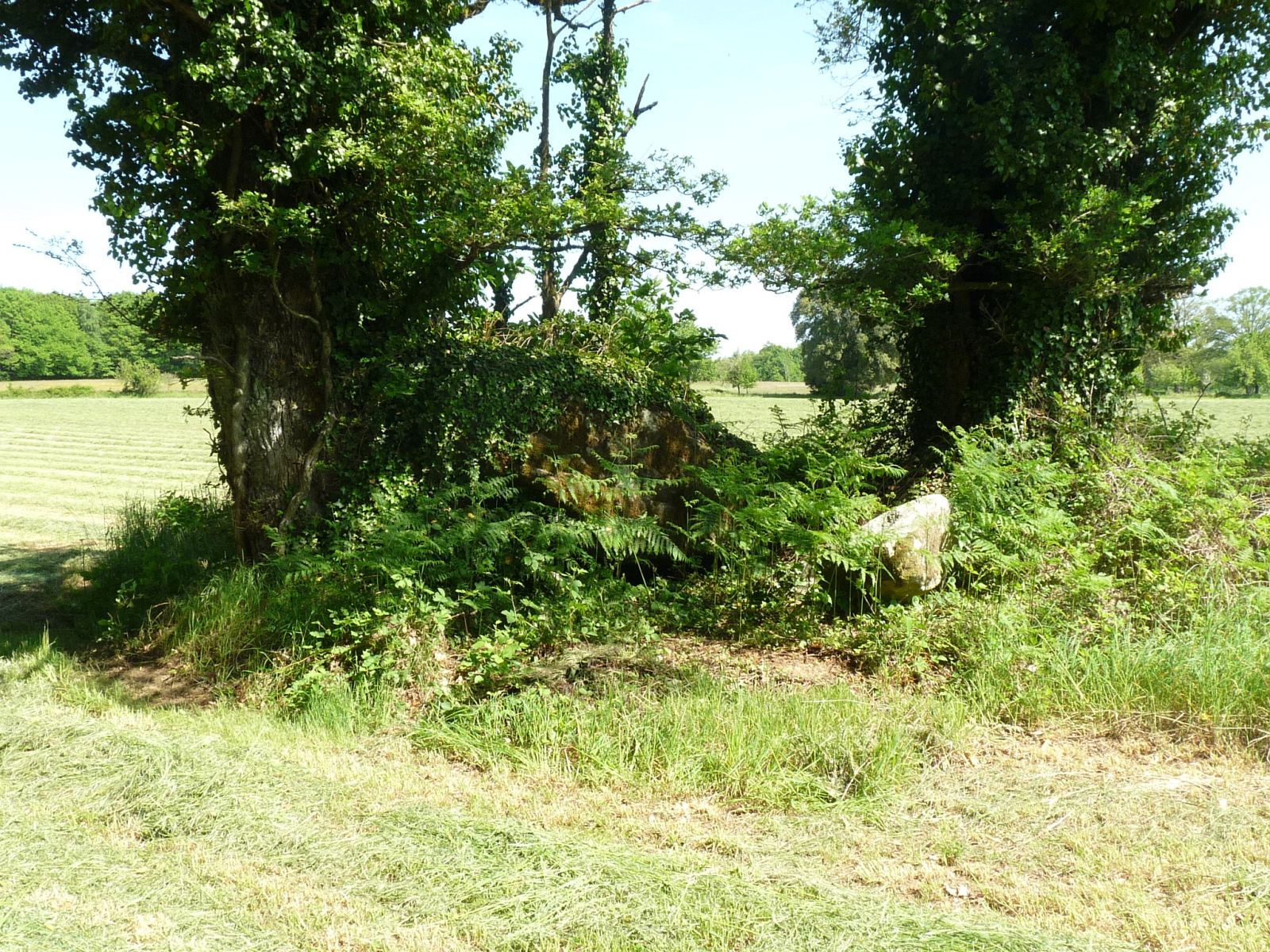
Dolmen von Thauzac
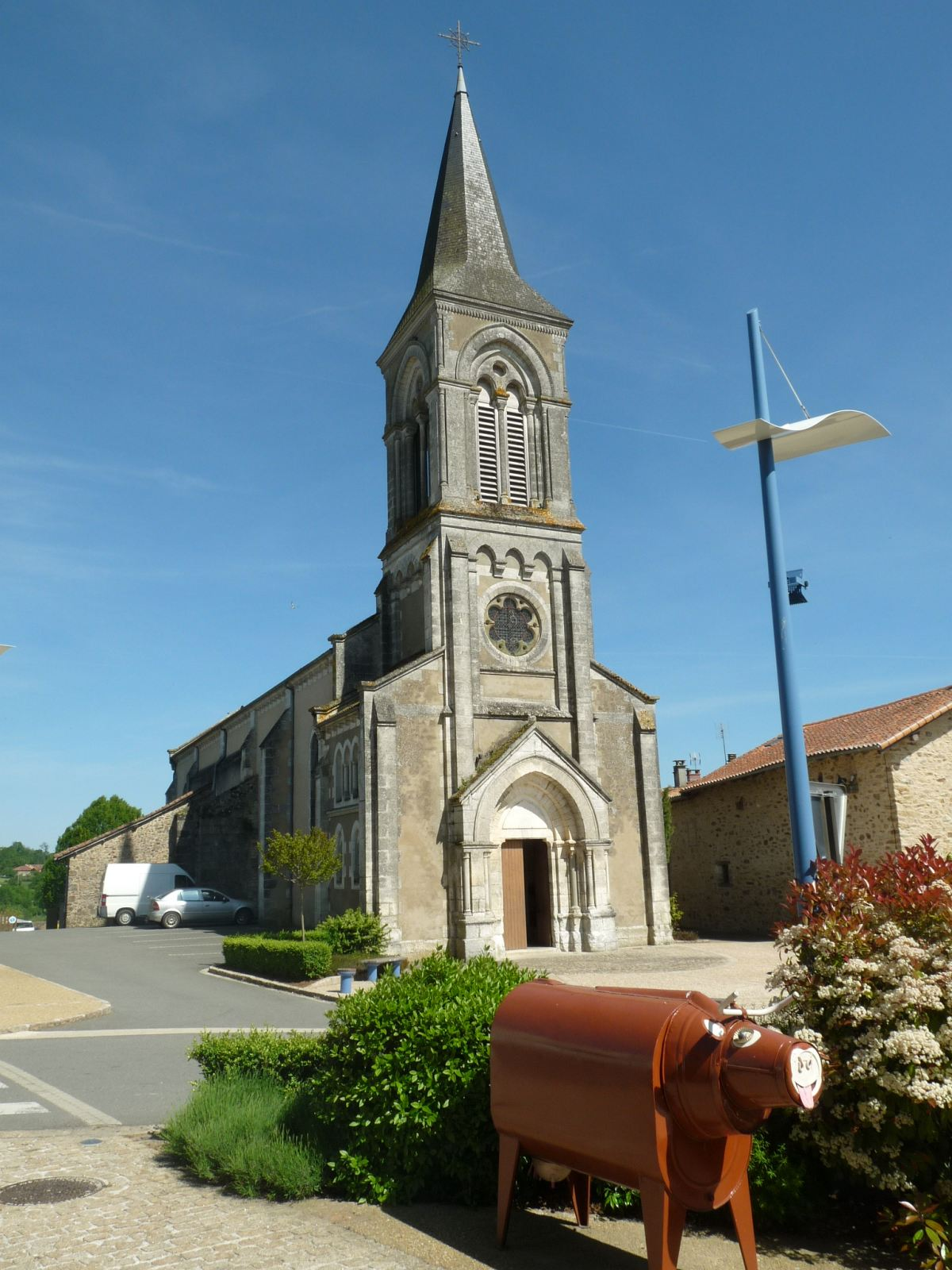
Kirche St. Paul
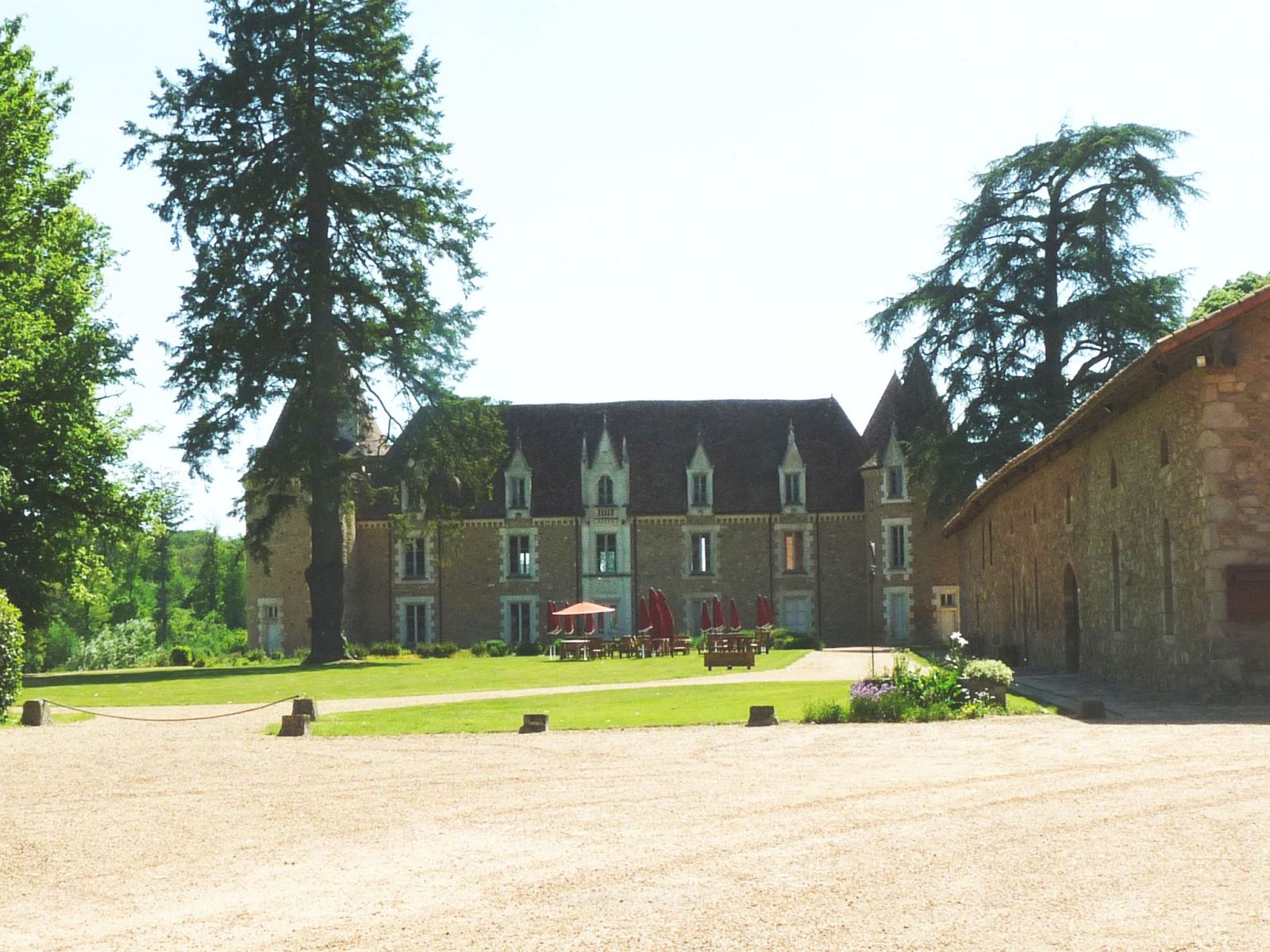
Schloss Les Étangs